# Азиљано Венето
Азиљано Венето (итал. Asigliano Veneto) је насеље у Италији у округу Виченца, региону Венето.
Према процени из 2011. у насељу је живело 406 становника. Насеље се налази на надморској висини од 17 м.

## Становништво
Према резултатима пописа становништва 2011. у општини је живело 877 становника.
| 1931. | 1936. | 1951. | 1961. | 1971. | 1981. | 1991. | 2001. | 2011. |
| ----- | ----- | ----- | ----- | ----- | ----- | ----- | ----- | ----- |
| 1.368 | 1.335 | 1.363 | 1.046 | 890   | 854   | 835   | 860   | 877   |

## Партнерски градови
- Азиљано Верчелезе